# Bonifatius Stirnberg
Bonifatius Stirnberg (* 20. Februar 1933 in Freienohl) ist ein deutscher Bildhauer.

## Leben
Er machte ab 1948 eine Lehre als Holzbildhauer und 1951 als Tischler. Beide Ausbildungen schloss er erfolgreich mit der Gesellenprüfung ab. Daraufhin begann er ein Studium der Raumgestaltung und Bildhauerei an der Kunstgewerbeschule Aachen, das er 1959 abschloss. 1957 folgte die Meisterprüfung als Holzbildhauer. Ab 1962 studierte er an der Kunstakademie Düsseldorf, u. a. bei Joseph Beuys im Fach Bildhauerei. Seit 1973 hat er ein eigenes Atelier mit angeschlossener Bronzegießerei in Aachen.
Bereits 1967 entwarf Stirnberg eine Skulpturengruppe mit beweglichen Elementen. Sein Entwurf wurde damals nicht angenommen und erst 1975 als Puppenbrunnen in Aachen realisiert. Dieser Brunnen mit zahlreichen Figuren aus Bronze, die teilweise bewegliche Gliedmaßen haben, erfreut sich bis heute großer Beliebtheit und stellte für den Künstler den Durchbruch dar. Fortan erhielt er viele Aufträge aus dem In- und Ausland. Seine Brunnen und Skulpturen haben fast immer einen Bezug zur Geschichte oder zu Geschichten der jeweiligen Stadt und gelten stets als Kunst zum Anfassen.

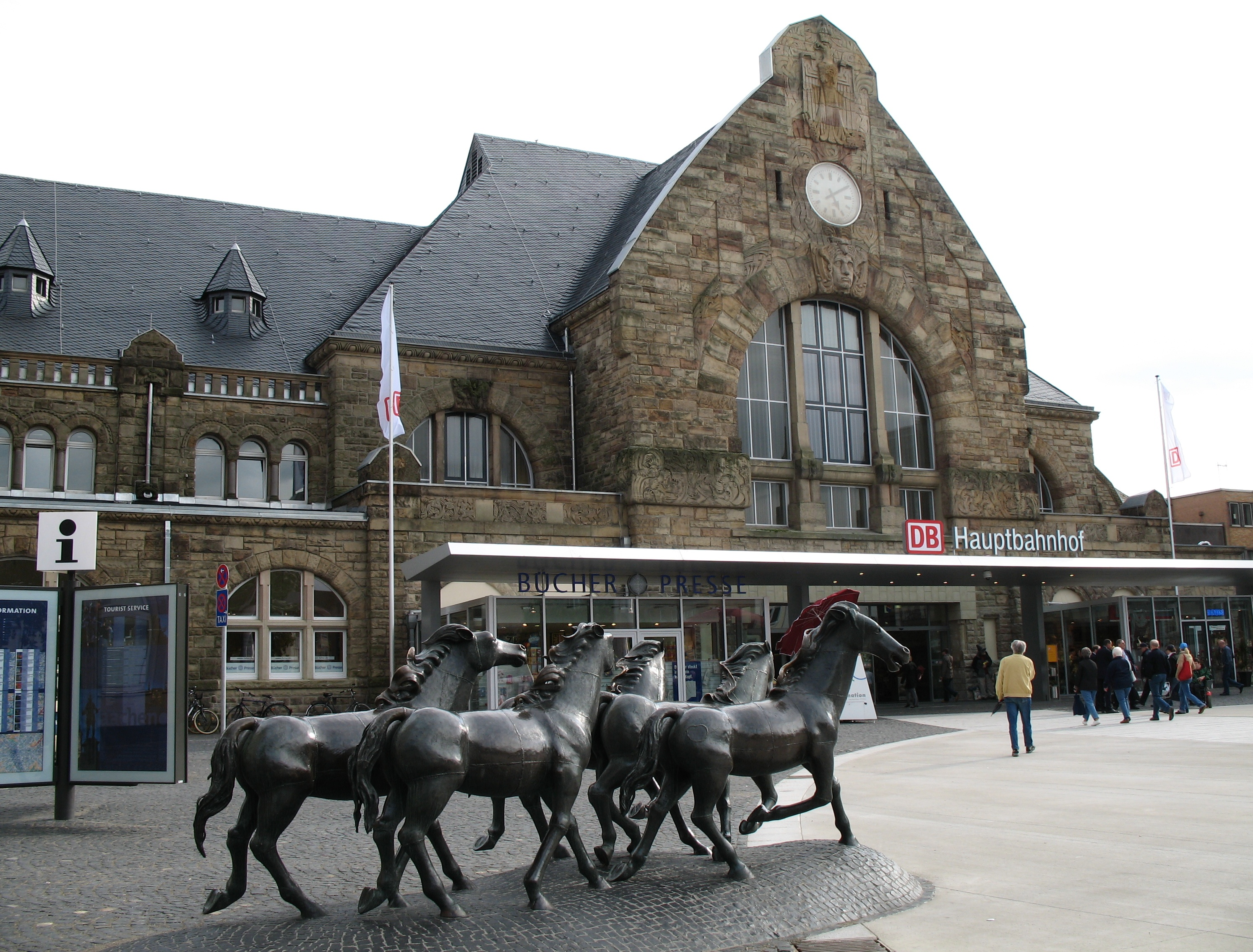
Bronzegruppe auf dem Bahnhofsvorplatz in Aachen

## Rechtsstreit
Aufsehen erregte ein Rechtsstreit des Künstlers gegen die Stadtverwaltung Aachen. Dabei ging es um eine von ihm für den Vorplatz des Hauptbahnhofs Aachen gefertigte Skulptur. Die Bronzerösser der Skulptur aus dem Jahr 1975 wurden beim Umbau des Aachener Bahnhofsvorplatzes 2004/05 entfernt und etwa 20 Meter versetzt wieder montiert. In der Klage berief sich Stirnberg auf sein Urheberrecht und begehrte Rechtsschutz vor Gericht. Das Landgericht Köln entschied, dass der Künstler kein Wahl- oder Bestimmungsrecht hinsichtlich des Standorts habe. Allerdings musste die Stadt die ursprüngliche innere Anordnung der Pferde wiederherstellen.

## Werke
| Abbildung      | Bezeichnung                                                  | Jahr      | Ort                             | Beschreibung |
| -------------- | ------------------------------------------------------------ | --------- | ------------------------------- | --- |
|                | Spielschiff                                                  | 1979      | Aachen                          | vor der Mayerschen Buchhandlung, wurde von der Dekra wegen Unfallgefahr gesperrt, abmontiert und auf dem Bauhof gelagert |
| weitere Bilder | Vogelbrunnen                                                 | um 1980   | Bad Honnef                      | |
| weitere Bilder | Marktbrunnen                                                 |           | Laupheim                        | |
| weitere Bilder | Pferde am Pferdemarkt                                        |           | Aurich                          | |
| weitere Bilder | Brunnen des Kurgastes                                        | 1980      | Bad Soden am Taunus             | |
| weitere Bilder | Marktbrunnen                                                 | 1982      | Neuerburg                       | zeigt Vereinsleben und traditionelle Handwerkskünste der Stadt: Weberhandwerk, Wanderer (Eifelverein), Tanzmariechen (Karnevalsverein Dreij-Sachs-Nang) und Tubabläser (Musikverein 1821 Neuerburg)                                                    |
|                | Karl-Berbuer-Brunnen / Narrenschiff                          | 1987      | Köln                            | [ 6 ] |
| weitere Bilder | Treidelbrunnen                                               | 1988      | Hattingen                       | auf dem Obermarkt zur Erinnerung an die Ruhrschifffahrt |
|                | Karnevalsbrunnen                                             | 2001      | Alsdorf                         | vor der Stadthalle. |
|                | Minerva-Brunnen (volkstümlich auch Muttkrat-Brunnen genannt) | 2011      | Jülich                          | |
|                | Kessen Ülk und Minchen-Brunnen                               |           | Quakenbrück                     | Kreuzung Bahnhofstraße, St. Antoniort & Lange Straße |
| weitere Bilder | Puppenbrunnen                                                | 1975      | Aachen                          | an der Ecke Krämerstraße/Hof; Metallpuppen mit beweglichen Gelenken, Puppen symbolisieren Aachener Charakteristika, Bronze |
| weitere Bilder | Möschebrunnen                                                | 1978      | Aachen                          | hochdeutsch Spatzenbrunnen (Öcher Platt: Mösche gleich Spatzen); Bronze, Trinkwasserbrunnen |
| weitere Bilder | Musikantenbrunnen                                            | 1989      | Donaueschingen                  | |
| weitere Bilder | Freundschaftsbrunnen                                         | 1984      | Sindelfingen                    | |
| weitere Bilder | Zunftbrunnen                                                 | 1983      | Reutlingen                      | |
| weitere Bilder | Amtsschimmel-Brunnen                                         | 1984      | Wangen im Allgäu                | |
| weitere Bilder | Eselbrunnen                                                  | 1985      | Wangen im Allgäu                | |
|                | Spatzenbrunnen                                               | 1986      | Wangen im Allgäu                | |
|                | Brunnen Kuhhirte – Kuh‑Het                                   | 1985      | Millich                         | |
| weitere Bilder | Apostelskulptur                                              | 2000      | Leutkirch                       | in der Autobahnkapelle |
|                | Kinderfestbrunnen                                            | 2004      | Leutkirch                       | |
| weitere Bilder | Skulpturengruppe Alpzug                                      | 1988      | Immenstadt                      | |
| weitere Bilder | Heiligenbaum                                                 | 2011      | Immenstadt                      | |
|                | Vogelbrunnen                                                 | 1988      | Immenstadt                      | |
| weitere Bilder | Marienbrunnen                                                | 1988      | Immenstadt                      | |
| weitere Bilder | Krieh die Kränk, Offebach                                    | 1998      | Offenbach am Main               | |
| weitere Bilder | Fastnachtsbrunnen                                            | 1988      | Dieburg                         | |
| weitere Bilder | Märchenbrunnen                                               | 1982      | Moers                           | |
|                | Grafschafterin-Brunnen                                       | ca. 1983  | Moers                           | |
| weitere Bilder | Frauen an der Wasserpumpe                                    | 1994      | Xanten                          | |
| weitere Bilder | Sagenbrunnen                                                 | 1995      | Jever                           | |
| weitere Bilder | Stadtbrunnen                                                 | 2000      | Weißenfels                      | in der Jüdenstraße |
| weitere Bilder | Ratsbrunnen/Ratsherrenbrunnen                                | 1993      | Linz am Rhein (Kreis Neuwied)   | |
| weitere Bilder | Fünf Pferde                                                  | 1975      | Aachen                          | auf dem Vorplatz des Aachener Hauptbahnhofs, Symbol für die Reiterstadt Aachen, Bronze |
| weitere Bilder | Puppenbrunnen                                                | 1977      | Krefeld                         | Südwall, Kreuzung Hochstraße |
| weitere Bilder | Weberbrunnen                                                 | ca. 1982  | Monschau                        | Marktplatz |
| weitere Bilder | Kreuzigungsgruppe Henger Herrjotts Fott                      | 1989      | Aachen                          | Nachbau in Bronze einer im Krieg zerstörten steinernen Kreuzigungsgruppe aus dem Jahr 1897; Dialektname für „Hinter dem Hintern vom Herrgott“ |
| weitere Bilder | Datterich-Brunnen                                            | 1982      | Darmstadt                       | |
|                | Esel von Wesel                                               | 1994      | Wesel                           | |
| weitere Bilder | Historienbrunnen                                             | 1983      | Bergheim                        | |
| weitere Bilder | Weinbergsbrunnen                                             | 1966      | Koblenz                         | Bronzeplastik mit einem Durchmesser von 400 cm und mittig einer Höhe von 250 cm. |
| weitere Bilder | Kosakenbrunnen                                               | 2003      | Jever                           | |
| weitere Bilder | Stadtbrunnen                                                 | 1992      | Werl                            | |
|                | Haihover Juffer                                              |           | Geilenkirchen                   | |
| weitere Bilder | Bonifatiusbrunnen                                            | 1986      | Bad Sassendorf                  | |
| weitere Bilder | Waschfrauenbrunnen                                           | 1994      | Paderborn                       | |
| weitere Bilder | Jakobsbrunnen                                                | 1993      | Viersen                         | |
| weitere Bilder | Insektenbrunnen                                              | 1986      | Viersen                         | |
| weitere Bilder | Marktbrunnen                                                 | 1986      | Dorsten                         | |
|                | Marktbrunnen                                                 | 1986      | Euskirchen                      | |
| weitere Bilder | Jahrhundertbrunnen                                           | 1997      | Herford                         | Der Brunnen im Gehrenberg erinnert mit seinen beweglichen Figuren an Herforder Originale. |
| weitere Bilder | Ständebrunnen                                                | 1980/1981 | Osnabrück                       | |
|                | Bürgerbrunnen                                                | 1988      | Lippstadt                       | |
| weitere Bilder | Kanzlerbrunnen                                               | 1977      | Lemgo                           | |
| weitere Bilder | Pfälzer Lebensfreude                                         | 1991      | Ludwigshafen am Rhein           | |
|                | Münchhausenbrunnen                                           | 1994      | Bodenwerder                     | |
|                | Spielbrunnen Blauer Montag                                   | 1991      | Warendorf                       | |
| weitere Bilder | Kinderbrunnen                                                | 2006      | Rendsburg                       | |
| weitere Bilder | Ferkelbrunnen                                                | 1991      | Sonsbeck                        | |
|                | Mozart Trio                                                  |           | Santa Barbara, Kalifornien, USA | |
| weitere Bilder | Jungenspielbrunnen                                           | 1991      | Würselen                        | auf dem unteren Morlaixplatz |
|                | Bewegliche Ente                                              | 1984      | Würselen                        | am Entenweiher in Bardenberg |
| weitere Bilder | Galminus-Brunnen                                             | 2009      | Stolberg                        | |
| weitere Bilder | Marktbrunnen                                                 | 2001      | Glauchau                        | |
|                | Heggeströver                                                 |           | Alsdorf                         | auf dem Brunssumer Platz. Der Heggeströver, wie er im Volksmund genannt wurde, war eine Schmalspurbahn. Diese befuhr von 1900 bis 1953 die Strecke zwischen Alsdorf und Geilenkirchen.                                                                 |
|                | Spielende Kinder                                             | 1973      | Aachen                          | auf dem Josefsplatz zwischen der Schwimmhalle Aachen-Ost und der Kirche St. Josef |
|                | Mit Kind und Kegel                                           |           | Aachen                          | An der Kreuzung Trierer Straße/Freunder Straße; Untertitel: „Vür fahre met de Modder noh dr Brand“ („wir fahren mit der Mutter nach Brand“); Symbol für den Ausflug der Städter zu den Reit- und Flugsportveranstaltungen in der Brander Heide, Bronze |
|                | Oecher Tram                                                  |           | Aachen                          | am Oberplatz im Rehmviertel, Erinnerung an die stillgelegte Straßenbahn Aachen; Bronze |
|                | Märchenfiguren                                               |           | Aachen-Burtscheid               | hinter der Pfarrkirche St. Gregorius; bewegliche Figuren, Bronze |
| weitere Bilder | Gregor von Burtscheid                                        | 1964      | Aachen-Burtscheid               | vor der Kirche St. Michael (Aachen-Burtscheid), Bronze |
|                | Voltigiermädchen                                             |           | Aachen-Hanbruch                 | Bronze; Darstellung eines Mädchens beim Voltigieren; Mädchenfigur beweglich |
|                | Friedensbrunnen                                              | 1980      | Aachen-Driescher Hof            | Königsberger Straße, vor dem ehem. Gemeindezentrum Christus unser Friede; Bronze, spiralförmig angeordnete Muschelschalen. Schriftzug „Friede“ in zahlreichen Sprachen                                                                                 |
|                | Entenbrunnen                                                 | 2002      | Eltville am Rhein               | Am Breitenstein |
| weitere Bilder | Lebensfreude                                                 | 1987      | Iserlohn                        | Bronzeplastik auf dem Schillerplatz |
|                | Felke-Brunnen                                                | 1995      | Moers                           | Brunnen als Denkmal für den Pastor Emanuel Felke beim Behandeln einer Frau mit Lehmwickeln. An der Linde 2, |
|                | Bergmannsbrunnen                                             | 1995      | Moers                           | Brunnen mit Baum und Szenen aus dem Steinkohlebergbau unter Tage. Lintforter Str. 101 |
| weitere Bilder | Bronzeplastik der Allgäuheiligen Gallus, Magnus und Columban | 2000      | bei Leutkirch                   | Bronzeplastik vor der Galluskapelle Winterberg (Ökumenische Autobahnkapelle) |
| weitere Bilder | Marktbrunnen                                                 | 2003      | Bad Salzuflen                   | Das Brunnendenkmal mit Wasserspiel wurde am Standort des alten Marktbrunnens errichtet. |
|                | Walter-Hasenclever-Denkmal                                   | 2023      | Aachen                          | Skulptur in Gedenken an den Schriftsteller Walter Hasenclever, dessen Geburtshaus neben der Barockfabrik am Löhergraben in unmittelbarer Nähe stand.                                                                                                   |